# Il segreto di Arianna
Il segreto di Arianna è una miniserie televisiva diretta da Gianni Lepre, in onda il 19 e 20 marzo 2007 su Rai 1.

## Trama
Arianna Rovere, quarant'anni, è stata appena nominata primo dirigente della Squadra Mobile della Polizia di Stato nella città dell'Aquila. Dopo anni di servizio in giro per l'Italia, è contenta di far ritorno nella sua città, da cui manca da circa 18 anni, da quando il suo fidanzato di allora, Giovanni, giovane e brillante commissario di Polizia, era stato assassinato. La morte di una bellissima modella slava, per la quale aveva perso la testa un imprenditore locale, padrone della Landi, un'avviata azienda di tessuti pregiati, la fa incontrare nuovamente con Eugenio De Angelis, ex collega ed amico carissimo del suo fidanzato, attualmente direttore generale della Ditta Landi.
Ma è soprattutto l'incontro con Francesca, la figlia diciottenne di De Angelis, a provocarle un turbamento fortissimo. Un'indagine difficile, quella che Arianna si trova a condurre, in collaborazione e talvolta in contrapposizione con il sostituto procuratore Mauro Mancini, 40 anni, bell'uomo, serio, posato, intelligente e integerrimo. La soluzione del caso si intreccerà con la scoperta di molti retroscena sconvolgenti della morte, tanti anni prima, di Giovanni. Che altro potrebbe essere accaduto di più terribile dell'atroce morte del suo uomo a impedirle di tornare nella sua città per così tanto tempo? Arianna nasconde un segreto.

## Messa in onda
| nº | Puntata         | Prima TV Italia |
| -- | --------------- | --------------- |
| 1  | Prima puntata   | 19 marzo 2007   |
| 2  | Seconda puntata | 20 marzo 2007   |